# Mercedes D.I
 (juillet 2024).
La mise en forme du texte ne suit pas les recommandations de Wikipédia : il faut le « wikifier ».
Les points d'amélioration suivants sont les cas les plus fréquents. Le détail des points à revoir est peut-être précisé sur la page de discussion.
- Les titres sont pré-formatés par le logiciel. Ils ne sont ni en capitales, ni en gras.
- Le texte ne doit pas être écrit en capitales (les noms de famille non plus), ni en gras, ni en italique, ni en « petit »…
- Le gras n'est utilisé que pour surligner le titre de l'article dans l'introduction, une seule fois.
- L'italique est rarement utilisé : mots en langue étrangère, titres d'œuvres, noms de bateaux, etc.
- Les citations ne sont pas en italique mais en corps de texte normal. Elles sont entourées par des guillemets français : « et ».
- Les listes à puces sont à éviter, des paragraphes rédigés étant largement préférés. Les tableaux sont à réserver à la présentation de données structurées (résultats, etc.).
- Les appels de note de bas de page (petits chiffres en exposant, introduits par l'outil «  Source ») sont à placer entre la fin de phrase et le point final[comme ça].
- Les liens internes (vers d'autres articles de Wikipédia) sont à choisir avec parcimonie. Créez des liens vers des articles approfondissant le sujet. Les termes génériques sans rapport avec le sujet sont à éviter, ainsi que les répétitions de liens vers un même terme.
- Les liens externes sont à placer uniquement dans une section « Liens externes », à la fin de l'article. Ces liens sont à choisir avec parcimonie suivant les règles définies. Si un lien sert de source à l'article, son insertion dans le texte est à faire par les notes de bas de page.
- La présentation des références doit suivre les conventions bibliographiques. Il est recommandé d'utiliser les modèles {{Ouvrage}}, {{Chapitre}}, {{Article}}, {{Lien web}} et/ou {{Bibliographie}}. Le mode d'édition visuel peut mettre en forme automatiquement les références.
- Insérer une infobox (cadre d'informations à droite) n'est pas obligatoire pour parachever la mise en page.

Pour une aide détaillée, merci de consulter Aide:Wikification.
Si vous pensez que ces points ont été résolus, vous pouvez retirer ce bandeau et améliorer la mise en forme d'un autre article.
Le Mercedes D.I (également connu sous le nom de Type E6F) était un moteur en ligne à six cylindres, refroidi par eau, à arbres à cames en tête, développé en Allemagne comme moteur d'aviation à partir de 1913. Développant 75 kW (100 hp), il propulsa de nombreux avions militaires allemands au tout début de la Première Guerre mondiale.

## Utilisations
- AEG BI
- AEG GI
- Albatros BI
- Albatros GI
- Aviatik BI
- DFW BI
- DFW Floh
- Fokker DI
- Friedrichshafen FF.19
- GothaGI
- LFG V39
- LFG Roland Flèche
- Stahlwerk-Mark RV
- Pflaz E.V

## Spécifications (DI)

### Caractéristiques générales
- Type : 6 cylindres en ligne
- Alésage: 120 mm
- Course: 140 mm
- Cylindrée: 9,48 L
- Poids à vide: 201,6 kg

### Components
- Arbre à cames: SOHC
- Boîte de réduction: prise directe

### Performance
- Puissance : 75 kW (100 hp)
- Consommation spécifique: .53 lb/(hp·h)
- Consommation d'huile : .033 lb/(hp·h)